# Rogier Hofman
Rogier Hofman (Vught, 5 september 1986) is een Nederlandse hockeyspeler.
Hofman werd zevende bij de Worldcup in 2006 en derde op de Champions Trophy mannen 2007 in Kuala Lumpur. Bij de Olympische Spelen van 2008 in Peking was hij aangewezen als reserve. Hij speelde tot dusver 212 officiële interlands (40+ doelpunten) voor de Nederlandse hockeyploeg, waarvan hij ook kort aanvoerder is geweest.
Hij nam deel aan de Olympische Spelen van 2016, waar hij met het Nederlands team een 4e plaats behaalde.
Hofman speelde bij SCHC uit Bilthoven en speelde vanaf 2010 in het shirt van HC Bloemendaal. Vanaf seizoen 2022 speelt hij bij HC Naarden.
Thomas Boerma · 
Matthijs Brouwer · 
Ronald Brouwer · 
Jeroen Delmee · 
Geert-Jan Derikx · 
Rob Derikx · 
Laurence Docherty · 
Jeroen Hertzberger · 
Robert van der Horst · 
Timme Hoyng · 
Teun de Nooijer · 
Rob Reckers · 
Taeke Taekema · 
Guus Vogels · 
Roderick Weusthof · 
Sander van der Weide ·
Coach: Roelant Oltmans
Sander Baart · 
Billy Bakker · 
Marcel Balkestein · 
Floris Evers · 
Rogier Hofman · 
Robert van der Horst · 
Tim Jenniskens · 
Wouter Jolie · 
Robbert Kemperman · 
Teun de Nooijer · 
Jaap Stockmann · 
Valentin Verga · 
Klaas Vermeulen · 
Bob de Voogd · 
Mink van der Weerden · 
Roderick Weusthof · 
Sander de Wijn ·
Coach: Paul van Ass
Seve van Ass · 
Sander Baart · 
Billy Bakker · 
Jorrit Croon · 
Jeroen Hertzberger · 
Rogier Hofman · 
Robert van der Horst ·  
Robbert Kemperman · 
Mirco Pruyser · 
Glenn Schuurman · 
Jaap Stockmann · 
Hidde Turkstra · 
Valentin Verga · 
Bob de Voogd · 
Mink van der Weerden · 
Sander de Wijn ·
Coach: Max Caldas